# Marla (przystanek kolejowy)
Marla – przystanek kolejowy, w pobliżu miejscowości Marla, w stanie Australia Południowa, w Australii. Przez Marla, przejeżdżają pociągi transkontynentalnej linii kolejowej The Ghan, łączącej Adelaide z Darwin.
| Marla    |  |         |
| Linia    |  |         |
| Chandler |  | Manguri |